# Jonas Källman
Jonas Daniel Gustav Källman (Växjö, 1981. július 17. –) olimpiai ezüstérmes svéd kézilabdázó, balszélső.

## Pályafutása

### Klubcsapatokban
Szülővárosában kezdett el kézilabdázni, majd 2000-ben igazolt át az IFK Skövde csapatához. 2002-ben a Ciudad Real szerződtette, mely csapattal háromszor nyerte meg a Bajnokok Ligáját és ötszörös spanyol bajnok volt. A 2008-2009-es szezon végén hazájában az év kézilabdázójának választották. 2013-ban, miután a Ciudad anyagi nehézségei miatt csődeljárás alá került, hazatért és a Skövdében együtt játszott testvérével, Filippel. 2014. január 29-én vált hivatalossá, hogy a következő szezontól a magyar bajnokságban szereplő Pick Szeged játékosa lesz. 2014-ben EHF-kupát, 2018-ban és 2021-ben bajnoki címet, 2019-ben pedig Magyar Kupát nyert a Tisza-parti együttessel, amelynek csapatkapitánya lett, és amelynek színeiben 2021 nyarán bekövetkezett távozásáig 325 gólt szerzett a Bajnokok Ligájában, ezzel pedig csúcstartó lett a klub történetében a vonatkozó rangsorban. Szegeden visszavonultatták a mezét. 2021. július 21-én a portugál Benfica bejelentette, hogy egy évre szóló szerződést kötött a svéd játékossal. A 2022–2023-as idény végén bejelentette visszavonulását.

### A válogatottban
2001 és 2017 között 223 alkalommal lépett pályára a svéd válogatottban, amellyel legnagyobb sikerét a 2012-es londoni olimpián érte el, amikor a svédek ezüstérmet szereztek, Källmant pedig beválasztották a torna All-Star-csapatába.

### Edzőként
2024 nyarától Michael Apelgren segítőjeként a Pick Szeged edzője lett.

## Sikerei, díjai
BM Ciudad Real
- Liga ASOBAL-győztes: 2003–2004, 2006–2007, 2007–2008, 2008–2009, 2009–2010
- Copa del Rey-győztes: 2002–2003, 2007–2008
- Copa ASOBAL győztes: 2003–2004, 2004–2005, 2005–2006, 2006–2007, 2007–2008, 2010–2011
- Supercopa de España-győztes: 2004–2005, 2007–2008, 2010–2011
- Bajnokok Ligája-győztes: 2005–2006, 2007–2008, 2008–2009

BM Atlético de Madrid
- Supercopa ASOBAL-győztes: 2011–2012
- Copa del Rey-győztes: 2011–12, 2012–13
- IHF-Super Globe-győztes: 2012

Pick Szeged
- Magyar bajnok: 2017-18, 2020-21
- EHF-kupa-győztes: 2013-14
- Magyar Kupa-győztes: 2019[10]

A válogatottal
- 2011-es junior-világbajnokság, harmadik hely
- 2012-es olimpia, második hely